# Thomas Frank
Thomas Frank (Frederiksværk, 9 de outubro de 1973) é um treinador e ex-futebolista amador dinamarquês. Atualmente comanda o Tottenham.
Após 18 anos como treinador de formação, incluíndo períodos como selecionador de vários escalões juvenis dinamarqueses, Frank tornou-se treinador principal do Brøndby IF em 2013. Após a sua saída em 2016, tornou-se treinador adjunto do clube inglês Brentford, tendo sido promovido a treinador principal em outubro de 2018. No fim da temporada 2020-21, Frank tornou-se apenas o 2º treinador na história do clube a conquistar a subida à 1ª divisão inglesa.

## Carreira de Treinador

### Dinamarca
Após uma curta carreira de futebolista amador, atuando como médio, Frank começou a sua carreira de treinador nas equipas Sub-8 e Sub-12 do Frederiksværk BK. Mudou-se para o Hvidovre IF em 1998, para o B93 em 2005 e para o Lyngby BK em 2006. Em julho de 2008, Frank foi nomeado selecionador dos escalões Sub-16 e Sub-17 da Dinamarca. Em 2011, qualificou os Sub-17 dinamarqueses para o Euro Sub-17 pela primeira vez em oito anos (onde foram eliminados nas semifinais pela Alemanha, por 2–0) e para o seu primeiro Mundial Sub-17 (onde foram eliminados na fase de grupos). Em julho de 2012, Frank foi promovido a selecionador dos Sub-19 da Dinamarca, mas não conseguiu a qualificação para o Euro Sub-19 de 2013. Durante o período em que foi empregado pela Associação Dinamarquesa de Futebol, Frank também atuou como treinador numa partida não-oficial dos Sub-18, em 2010, e substituíu Morten Wieghorst como treinador dos Sub-20, num jogo em 2012. Além disso, também desempenhou funções de adjuntos nos escalões Sub-18, Sub-17 e Sub-16 masculinos e Sub-17 feminino.

### Brøndby IF
A 10 de junho de 2013, Frank foi nomeado treinador do Brøndby IF, clube da Superliga Dinamarquesa - o seu primeiro cargo no futebol sénior. Nas temporadas 2013–14 e 2014–15, levou o clube à 4ª e 3ª posição no campeonato, respetivamente, garantindo em ambas as ocasiões acesso aos play-offs de qualificação para a Liga Europa. No entanto, não conseguiu atingir a fase de grupos em nenhuma das temporadas. A 9 de março de 2016, Frank demitiu-se após receber críticas por parte do presidente do Brøndby, Jan Bech Andersen, através de um pseudónimo, num fórum de discussão de adeptos do clube.

### Brentford

#### Treinador Adjunto e Promoção a Treinador Principal (2016–2019)
A 9 de dezembro de 2016, Frank mudou-se para Inglaterra, assinando um contrato de 2 anos e meio como treinador adjunto de Dean Smith no Brentford, clube do Championship. Além de atuar como "ponte entre os jogadores e a equipa técnica", o diretor desportivo Rasmus Ankersen revelou que Frank também "zelava pelos jogadores entre a equipa B e a equipa principal, definindo trajetórias para estes e cuidando da sua evolução". Em fevereiro de 2018, Frank renovou contrato com o Brentford até ao final da temporada 2019–20.
A 16 de outubro de 2018, após a saída de Dean Smith, Frank foi promovido a treinador principal do Brentford. Com o clube ainda abalado pela morte recente do diretor técnico Robert Rowan, Thomas entrou com o pé esquerdo, vencendo apenas 1 dos seus primeiros 10 jogos. No entanto, após a mudança para um esquema tático em 3–4–3, os resultados melhoraram. Em janeiro de 2019, o Brentford conquistou 7 de 9 pontos possíveis, levando Frank a ser nomeado para o prémio de Treinador do Mês do Championship. Na temporada 2018-19, o dinamarquês levou o Brentford à 5ª ronda da FA Cup e terminou em 11º lugar no campeonato.

#### Promoção à Premier League (2019–2021)
Na temporada 2019–20, após um início inconsistente, Frank optou por regressar a uma formação em 4-3-3. Em outubro de 2019, o Brentford somou 10 pontos em 5 jogos, levando a nova nomeação do dinamarquês para o prémio de Treinador do Mês do Championship. Em janeiro de 2020, com o Brentford nos lugares de qualificação para os play-offs de promoção, Frank e o seu adjunto Brian Riemer renovaram contrato com o clube por mais 3 anos e meio. Após a retoma do campeonato (suspenso temporariamente devido à pandemia de COVID-19), um mês de junho invicto rendeu a Frank o prémio de Treinador do Mês do Cahampionship. O Brentford atingiu a final do play-off do Championship de 2020, onde foi derrotado por 2–1 pelo rival londrino Fulham.
Em outubro de 2020, Frank completou a 100ª partida como treinador do Brentford; na altura, possuía maior percentagem de vitórias que qualquer outro treinador da história do clube que tivesse atingido tal marco. Durante uma sequência de 21 jogos sem perder no campeonato, 5 vitórias em dezembro de 2020 valeram a Frank outro prémio de Treinador do Mês do Championship. Em 2020–21, para além de guiar o Brentford, pela primeira vez na sua história, às semifinais da EFL Cup, o dinamarquês garantiu, pelo 2º ano consecutivo, o 3º lugar no Championship. Nesta edição dos play-offs, os Bees conseguiram garantir a promoção à Premier League, vencendo o Swansea City por 2–0 na final. Frank tornou-se o 2º treinador da história do Brentford a conquistar a subida à 1ª divisão inglesa, após Harry Curtis, que venceu a Second Division em 1934–35. Na temporada 2020–21, Frank foi eleito Treinador do Ano pela Associação Dinamarquesa de Futebol e foi nomeado para o prémio de Treinador do Ano nos London Football Awards de 2021.

#### Premier League (2021–presente)
A 21 de janeiro de 2022, a meio da temporada 2021–22 - com o Brentford em 14º na Premier League, 9 acima da linha de água - Frank e o seu adjunto Brian Riemer renovaram contrato pelo clube por 3 anos e meio. Em março de 2022, Thomas foi novamente nomeado para o prémio de Treinador do Ano pela Associação Dinamarquesa de Futebol. Com o Brentford a manter-se invicto em abril de 2022, Frank foi nomeado para o prémio de Treinador do Mês da Premier League. No mês seguinte, o dinamarquês foi nomeado para o prémio de Treinador da Temporada da Premier League, por garantir o 13º lugar na Premier League, garantindo a manutenção do Brentford na 1ª divisão. Com menos 10% de posse de bola face à época anterior no Championship, Frank e a sua equipa técnica ajustaram o estilo de jogo da equipa, procurando marcar através de bolas paradas e contra-ataques. O modelo de jogo do FC Copenhaga contra as melhores equipas da Europa foi usado como inspiração na organização defensiva da equipa.
Em outubro de 2022, Frank tornou-se o treinador do Brentford com mais vitórias nas suas primeiras 200 partidas pelo clube. A 2 de dezembro, o seu adjunto, Brian Riemer, abandonou o seu cargo e foi substituído, 3 dias depois, por Claus Nørgaard, que já trabalhara como adjunto de Thomas nos escalões jovens dinamarqueses e no Brøndby. A 24 de dezembro de 2022, Frank renovou contrato pelo Brentford por 4 anos e meio. Uma sequência de 12 jogos sem perder levou a que o dinamarquês fosse nomeado para os prémios de Treinador do Mês da Premier League para novembro/dezembro de 2022 e janeiro de 2023. Em março de 2023, Frank foi eleito Treinador do Ano de 2022 pela Associação Dinamarquesa de Futebol. Na última jornada da Premier League 2022–23, o Brentford entrou em campo ainda em luta por uma vaga europeia; no entanto, apesar de vencer o campeão Manchester City por 1–0, os resultados das restantes partidas levaram a que os Bees terminassem na 9ª posição, sem se qualificarem para competições europeias.

## Vida Pessoal
Frank completou um Bacharelato em Educação Físicano Instituto de Medicina Desportiva da Copenhaga, em 1999. Entre 2002 e 2005, estudou psicologia desportiva e "liderança baseada em coaching" na mesma instituição. Além disso, também trabalhou num jardim de infância e, em 2004, lecionou no Ishøj Business College. Antes de se mudar para Londres em dezembro de 2016, Frank morava em Hvidovre. É casado e tem três filhos.

## Estatísticas
- Atualizado até 12 de junho de 2025[13][56]

| Equipe           | Resultados | Resultados | Resultados | Resultados | Resultados |
| Equipe           | J          | V          | E          | D          | %V         |
| ---------------- | ---------- | ---------- | ---------- | ---------- | ---------- |
| Dinamarca Sub-16 | 25         | 10         | 3          | 12         | 40,0       |
| Dinamarca Sub-17 | 66         | 38         | 14         | 14         | 57,6       |
| Dinamarca Sub-19 | 15         | 10         | 1          | 4          | 66,7       |
| Brøndby IF       | 103        | 46         | 29         | 28         | 44,7       |
| Brentford        | 317        | 136        | 71         | 110        | 42,90      |
| Tottenham        | 0          | 0          | 0          | 0          | 0          |
| Total            | 526        | 240        | 118        | 168        | 50,38      |

## Títulos
Dinamarca Sub-17
- Taça Syrenka: 2010[13]

Brentford
- Play-offs do Championship: 2021[39]

Individual
- Treinador do Ano do London Football Awards: 2020[57]
- Treinador do Ano da Associação Dinamarquesa de Futebol: 2020, 2022[41]
- Treinador do Mês do Championship: junho de 2020, dezembro de 2020[48]